# فهرست طبقه‌بندی‌های وظیفه مرکز واکنش اضطراری در فنلاند
دسته بندی وظایف، عناوین وظایفی هستند که توسط مرکز واکنش اضطراری در فنلاند به مقامات داده می‌شود و اطلاعات اولیه در مورد وظیفه و سطح فوریت آن را ارائه می‌دهند.

## کدهای وظیفه مراقبت‌های اورژانسی
- ۷۰۰ بی‌جانی (A)
- ۷۰۱ احیا (A)
- ۷۰۲ بیهوشی (A, B)
- ۷۰۳ مشکل در تنفس (A, B, C, D)
- ۷۰۴ درد قفسه سینه (A, B, C, D)
- ۷۰۵ آریتمی (A, B, C)
- ۷۰۶ حادثه عروقی مغزی (A, B, C)
- ۷۰۷ انتقال با مراقبت‌های پزشکی اورژانسی (A, B, C, D)
- ۷۱۱ انسداد راه هوایی (A, B)
- ۷۱۲ گیر افتادن (A, B, C)
- ۷۱۳ آویزان شدن، خفه شدن (A, B)
- ۷۱۴ غرق شدن (A, B)
- ۷۴۱ سقوط (A, B, C)
- ۷۴۴ زخم (A, B, C, D)
- ۷۴۵ سقوط (A, B, C, D)
- ۷۴۶ سکته مغزی (A, B, C, D)
- ۷۴۷ له‌شدگی/سایر آسیب‌ها (A, B, C, D)
- ۷۵۱ مسمومیت با گاز یا مواد شیمیایی (A, B, C)
- ۷۵۲ مسمومیت (A, B, C)
- ۷۵۳ شوک الکتریکی (A, B, C)
- ۷۵۴ سوختگی (A, B, ج)
- ۷۵۵ گرمازدگی، گرمازدگی (A, B, C)
- ۷۵۶ سرمازدگی (A, B, C)
- ۷۵۷ تصادف، سایر (A, B, C)
- ۷۶۱ خونریزی؛ دهانی (A, B, C)
- ۷۶۲ خونریزی؛ زنان/ارولوژی (A, B, C, D)
- ۷۶۳ خونریزی؛ گوش/بینی (A, B, C, D)
- ۷۶۴ خونریزی؛ زخم پا/جراحی (A, B, C, D)
- ۷۷۰ تشنج بدون دلیل (B)
- ۷۷۱ دیابت شیرین (A, B, C, D)
- ۷۷۲ تشنج (A, B, C, D)
- ۷۷۳ واکنش حساسیتی (A, B, C, D)
- ۷۷۴ وضعیت عمومی نامناسB, سایر بیماری‌ها (A, B, C, D)
- ۷۷۵ استفراغ، اسهال، مشکل ادراری (B, C، D)
- ۷۸۱ درد شکم (A, B, C, D)
- ۷۸۲ سردرد/درد گردن (A, B, C, D)
- ۷۸۳ درد کمر/لگن (A, B, C, D)
- ۷۸۴ درد اندام (B, C، D)
- ۷۸۵ مشکل سلامت روان (C, D)
- ۷۹۰ هشدار در حین تماس (B) (بخش اورژانس به سرعت به مقصد هشدار داده می‌شود و کد وظیفه در حین تماس اضطراری مشخص می‌شود)
- ۷۹۱ زایمان (A, B, C)
- ۷۹۲ آماده به کار، انتقال اضطراری (B, C)
- ۷۹۳ انتقال به مرکز درمانی (D)
- ۷۹۴ سایر وظایف آمبولانس / وظایف تعیین وقت (D)
- ۷۹۶ وضعیت چند بیمار / تصادف بزرگ (A)

## کدهای وظیفه/فعالیت بخش نجات
- H-351 آمادگی ایستگاه
- H-352 انتقال به حالت آماده به کار
- H36 اطلاع رسانی به سرویس نجات (در صورت عدم استفاده از کد مناسب دیگر استفاده می‌شود)
- ۴۹ وضعیت حادثه؛ سایر
- ۱۰۳ هشدار آتش سوزی خودکار
- ۱۰۴ هشدار آشکارساز: هشدار تشعشع
- ۱۰۵ هشدار آشکارساز: هشدار آسانسور
- ۱۰۶ هشدار آشکارساز: خرابی دستگاه
- ۱۰۷ هشدار آشکارساز: خرابی ارتباط
- ۱۰۸ هشدار آشکارساز: تعمیر و نگهداری
- ۲۰۰ تصادف جاده‌ای: سایر یا تهدید تصادف
- ۲۰۱ تصادف جاده‌ای؛ برخورد ورق فلزی، خروج از ریل
- ۲۰۲ تصادف جاده‌ای؛ جزئی
- ۲۰۳ تصادف جاده‌ای؛ متوسط
- ۲۰۴ تصادف جاده‌ای؛ بزرگ
- ۲۰۵ تصادف جاده‌ای؛ حیوان درگیر (بدون آسیب شخصی)
- ۲۰۶ تصادف جاده‌ای زیرزمینی؛ کوچک
- ۲۰۷ تصادف جاده‌ای زیرزمینی؛ متوسط
- ۲۰۸ تصادف جاده‌ای زیرزمینی؛ بزرگ
- ۲۱۰ تصادف ریلی؛ سایر
- ۲۱۱ تصادف رانندگی ریلی؛ برخورد ورق فلزی
- ۲۱۲ تصادف رانندگی ریلی؛ کوچک
- ۲۱۳ تصادف رانندگی ریلی؛ متوسط
- ۲۱۴ تصادف رانندگی ریلی؛ بزرگ
- ۲۱۵ تصادف رانندگی ریلی؛ حیوان درگیر
- ۲۱۶ تصادف رانندگی ریلی زیرزمینی؛ کوچک
- ۲۱۷ تصادف رانندگی ریلی زیرزمینی؛ متوسط
- ۲۱۸ تصادف رانندگی ریلی زیرزمینی؛ بزرگ
- ۲۲۰ تصادف رانندگی آبی؛ سایر
- ۲۲۱ تصادف رانندگی آبی؛ کوچک
- ۲۲۲ تصادف رانندگی آبی؛ متوسط
- ۲۲۳ تصادف رانندگی آبی؛ بزرگ
- ۲۳۱ تصادف هوایی؛ کوچک
- ۲۳۲ تصادف هوایی؛ متوسط
- ۲۳۳ تصادف هوایی؛ بزرگ
- ۲۳۴ خطر تصادف هوایی؛ کوچک
- ۲۳۵ خطر تصادف هوایی؛ متوسط
- ۲۳۶ خطر تصادف هوایی؛ بزرگ
- ۲۷۱ تصادف رانندگی خارج از جاده
- ۴۰۱ آتش سوزی ساختمان؛ کوچک
- ۴۰۲ آتش سوزی ساختمان؛ متوسط
- ۴۰۳ آتش سوزی ساختمان؛ بزرگ
- ۴۰۴ آتش سوزی ساختمان زیرزمینی؛ کوچک
- ۴۰۵ آتش‌سوزی ساختمان در زیر زمین؛ متوسط
- ۴۰۶ آتش‌سوزی ساختمان در زیر زمین؛ بزرگ
- ۴۱۱ آتش‌سوزی در وسیله نقلیه؛ کوچک
- ۴۱۲ آتش‌سوزی در وسیله نقلیه؛ متوسط
- ۴۱۳ آتش‌سوزی در وسیله نقلیه؛ بزرگ
- ۴۱۴ آتش‌سوزی در وسیله نقلیه؛ کوچک
- ۴۱۵ آتش‌سوزی در وسیله نقلیه؛ متوسط
- ۴۱۶ آتش‌سوزی در وسیله نقلیه؛ بزرگ
- ۴۲۰ وظیفه تشخیص/بازرسی دود
- ۴۲۱ آتش‌سوزی خارج از جاده؛ کوچک
- ۴۲۲ آتش‌سوزی در مزرعه؛ متوسط
- ۴۲۳ آتش‌سوزی در مزرعه؛ بزرگ
- ۴۲۴ آتش‌سوزی در منطقه تولید زغال سنگ نارس: کوچک
- ۴۲۵ آتش‌سوزی در منطقه تولید زغال سنگ نارس: متوسط
- ۴۲۶ آتش‌سوزی در منطقه تولید زغال سنگ نارس: بزرگ
- ۴۳۱ آتش‌سوزی دیگر؛ کوچک
- ۴۳۲ آتش‌سوزی دیگر؛ متوسط
- ۴۳۳ آتش‌سوزی دیگر؛ بزرگ
- ۴۳۴ آتش‌سوزی دیگر، زیرزمینی؛ کوچک
- ۴۳۵ آتش‌سوزی دیگر، زیرزمینی؛ متوسط
- ۴۳۶ آتش‌سوزی دیگر، زیرزمینی؛ بزرگ
- ۴۴۱ انفجار / ریزش؛ کوچک
- ۴۴۲ انفجار / ریزش؛ متوسط
- ۴۴۳ انفجار / ریزش؛ بزرگ
- ۴۴۴ خطر انفجار / ریزش
- ۴۵۱ حادثه مواد خطرناک؛ کوچک
- ۴۵۲ حادثه مواد خطرناک؛ متوسط
- ۴۵۳ حادثه مواد خطرناک؛ بزرگ
- ۴۵۵ حادثه مواد خطرناک؛ خطر
- ۴۵۶ نیروگاه هسته‌ای: آمادگی
- ۴۵۷ نیروگاه هسته‌ای: وضعیت اضطراری نیروگاه
- ۴۵۸ نیروگاه هسته‌ای: وضعیت اضطراری عمومی
- ۴۶۱ کنترل خسارت؛ کوچک
- ۴۶۲ کنترل خسارت؛ متوسط
- ۴۶۳ کنترل خسارت؛ بزرگ
- ۴۷۱ نشت نفت/حادثه زیست‌محیطی؛ در خشکی، کوچک
- ۴۷۲ نشت نفت/حادثه زیست‌محیطی؛ در خشکی، متوسط
- ۴۷۳ نشت نفت/حادثه زیست‌محیطی؛ در خشکی، بزرگ
- ۴۷۴ نشت نفت/حادثه زیست‌محیطی؛ در آب، کوچک
- ۴۷۵ نشت نفت/حادثه زیست‌محیطی؛ در آب، متوسط
- ۴۷۶ نشت نفت/حادثه زیست‌محیطی؛ در آب، بزرگ
- ۴۷۷ نشت نفت/حادثه زیست‌محیطی؛ خطر
- ۴۸۰ نجات شخص؛ سایر
- ۴۸۱ نجات شخص؛ جستجو
- ۴۸۲ نجات شخص؛ کمک
- ۴۸۳ نجات شخص؛ از آب
- ۴۸۴ نجات شخص؛ نجات سطحی
- ۴۸۵ نجات شخص؛ از زمین
- ۴۸۶ نجات شخص؛ از فشردگی‌ها
- ۴۸۷ نجات شخص؛ از بالا/پایین
- ۴۹۰ وضعیت حادثه در خشکی (وضعیت نامشخص، کد مربوطه مشخص خواهد شد)
- ۵۵۰ کمک؛ سایر
- ۵۵۱ کمک؛ کمک رسمی به مرجع دیگر
- ۵۵۲ وظیفه کمک؛ بازرسی و غیره
- ۵۵۳ کمک؛ وظیفه تهدید/هشدار
- ۵۵۴ کمک؛ وظیفه بازرسی/تایید
- ۵۸۰ وظیفه حیوانات؛ سایر
- ۵۸۱ وظیفه حیوانات؛ نجات حیوانات
- ۹۰۱ عملیات نجات اضطراری

سطح فوریت وظیفه توسط ارزیابی ریسک سیستم واکنش اضطراری اریکا تعیین می‌شود، بنابراین سطح فوریت وظیفه می‌تواند A, B، C, D یا N باشد.

## کدهای وظایف پلیس
- ۰۱ قتل (قتل، قتل غیرعمد)
- ۰۱۲ قتل دسته جمعی

- ۰۲ سرقت
  - ۰۲۱. سرقت - هدف قرار دادن یک شخص
  - ۰۲۲. سرقت - موسسه مالی یا حمل و نقل
  - ۰۲۳. سرقت - مغازه، کیوسک و غیره

- ۰۳ حمله، دعوا
  - ۰۳۱. حمله، دعوا - تیراندازی
  - ۰۳۲. حمله، دعوا - چاقوکشی
  - ۰۳۳. حمله، دعوا - لگد زدن، کتک زدن
  - ۰۳۴. حمله، دعوا - روش نامشخص

- ۰۴ حمله ناشایست
  - ۰۴۱. حمله ناشایست - خودآزاری
  - ۰۴۲. حمله ناشایست - سوءاستفاده جنسی از کودک
  - ۰۴۳. حمله ناشایست - خوابیدن اجباری با یک بزرگسال
  - ۰۴۰. حمله ناشایست - سایر حملات ناشایست

- ۰۵ تهدید به بمب گذاری
  - ۵۱. تهدید به بمب گذاری - موسسه دولتی یا شخص دارای حمایت دیپلماتیک
  - ۵۲. تهدید به بمب گذاری - وسیله نقلیه
  - ۵۰. تهدید به بمب گذاری - سایر

- ۶ مقام رسمی در معرض تهدید

- ۰۷ دستگیری مواد مخدر

- ۰۸ هواپیماربایی
  - ۸۱. هواپیماربایی - ربودن شخص
  - ۸۲. هواپیماربایی - ربودن هواپیما
  - ۸۳. هواپیماربایی - ربودن وسیله نقلیه دیگر
  - ۸۰. هواپیماربایی - سایر هواپیماربایی

- ۰۹ سایر وظایف مربوط به حفاظت از جان و سلامت

- ۱۰ هشدار از دستگاه دزدگیر
  - ۱۰۱. هشدار از دستگاه دزدگیر - دزدگیر
  - ۱۰۲. هشدار از دستگاه دزدگیر - تعمیر و نگهداری

- ۱۱ سرقت از منزل
  - ۱۱۱. سرقت - سرقت از منازل مسکونی
  - ۱۱۲. سرقت - سرقت از زیرزمین
  - ۱۱۳. سرقت - مغازه، دفتر، انبار، کیوسک و غیره
  - ۱۱۰. سرقت - سایر موارد

- ۱۲ سرقت

- ۱۳ دزدی از مغازه

- ۱۴ سرقت خودرو، استفاده غیرمجاز

- ۱۵ خسارت، خرابکاری

- ۱۶ کلاهبرداری

- ۱۷ گمراه کردن
  - ۱۷۱. گمراه کردن - گمراه کردن یک مقام رسمی
  - ۱۷۲. گمراه کردن - نگهبان امنیتی و غیره. گمراه کردن
  - ۱۷۰. گمراه کردن - سایر گمراه کردن

- ۱۹ سایر وظایف مربوط به حفاظت از اموال
- ۱۹۲ وظایف ناشی از تصادفات رانندگی و ترافیک

- ۲۰ تصادف جاده‌ای
  - ۲۰۱. تصادف جاده‌ای - برخورد ورق فلزی
  - ۲۰۲. تصادف جاده‌ای - جزئی (جراحت جزئی)
  - ۲۰۳. تصادف جاده‌ای - متوسط (جراحت، اختلال) ترافیک)
  - ۲۰۴. تصادف جاده‌ای - عمده (جراحت شدید، انسداد ترافیک)

- ۲۱ تصادف ریلی
  - ۲۱۱. تصادف ریلی - برخورد ورق فلزی
  - ۲۱۲. تصادف ریلی - جزئی (جراحت جزئی)
  - ۲۱۳. تصادف ریلی - متوسط (جراحت، اختلال ترافیک)
  - ۲۱۴. تصادف ریلی - عمده (جراحت شدید، انسداد ترافیک)

- ۲۲ تصادف آبی
  - ۲۲۱. تصادف آبی - جزئی (قایق کوچک، بدون خطر غرق شدن)
  - ۲۲۲. تصادف آبی - متوسط (مجروح، خطر غرق شدن)
  - ۲۲۳. تصادف آبی - عمده (خطر کشتی مسافربری، کشتی باری و غیره، محیط زیست و غیره)

- ۲۳ تصادف یا خطر هوایی
  - ۲۳۱. تصادف یا خطر هوایی - خطر تصادف
  - ۲۳۲. تصادف یا خطر هوایی - تصادف هواپیما (هواپیمای کوچک، و غیره)
  - ۲۳۳. تصادف یا خطر هوایی - تصادف بزرگ هواپیما (هواپیمای مسافربری و غیره)

- ۲۴ مستی (راننده مست)
  - ۲۴۱ مستی، مشکوک

- ۲۵ کنترل یا سازماندهی ترافیک

- ۲۶ پارک نامناسب

- ۲۷ ترافیک خارج از جاده
  - ۲۷۱. ترافیک خارج از جاده - تصادف
  - ۲۷۲. ترافیک خارج از جاده - سایر وظایف خارج از جاده

- ۲۹ سایر وظایف ناشی از ترافیک
- ۲۹۳ وظایف مربوط به حفاظت از فرد

- ۳۰ بیماری
  - ۳۰۱. بیماری - خونریزی از دهان، بینی یا گوش
  - ۳۰۲. بیماری - خونریزی از واژن یا مقعد
  - ۳۰۳. بیماری - سایر خونریزی‌ها (مثلاً زخم پا)
  - ۳۰۴. بیماری - کاهش تدریجی سطح هوشیاری مربوط به دیابت
  - ۳۰۵. بیماری - تشنج و/یا کاهش متعاقب سطح هوشیاری
  - ۳۰۶. بیماری - درد معده
  - ۳۰۷. بیماری - درد سر/گردن
  - ۳۰۸. بیماری - حالت تهوع، استفراغ، اسهال و غیره
  - ۳۰۹. بیماری - تشنج گذرا، فلج، غش، اختلال در وضعیت عمومی و غیره
  - ۳۰۰. بیماری - سایر بیماری‌ها

- ۳۱ تصادف یا حادثه دیگر
  - ۳۱۱. تصادف یا حادثه دیگر - افتادن، برخورد با سطح سخت
  - ۳۱۲. تصادف یا حادثه دیگر - له شدن، زیر آب بودن
  - ۳۱۳. تصادف یا حادثه دیگر - ضربه، افتادن، غلتیدن، پیچ خوردن
  - ۳۱۴. تصادف یا حادثه دیگر - مسمومیت با گاز
  - ۳۱۵. تصادف یا حادثه دیگر - سایر مسمومیت‌ها، مصرف بیش از حد دارو
  - ۳۱۶. تصادف یا حادثه دیگر - سوختگی، گرمازدگی یا سرمازدگی، هیپوترمی
  - ۳۱۷. تصادف یا حادثه دیگر - آسیب سوختگی/سرمازدگی ناشی از تشعشع یا ماده خورنده
  - ۳۱۸. تصادف یا حادثه دیگر - شوک الکتریکی
  - ۳۱۹. تصادف یا حادثه دیگر - نیش یا گازگرفتگی حیوانات
  - ۳۱۰. تصادف یا حادثه دیگر تصادف - حادثه یا حادثه دیگر

- ۳۲ بیمار اورژانسی
  - ۳۲۱. بیمار اورژانسی - مرگ
  - ۳۲۲. بیمار اورژانسی - بیهوش شدن
  - ۳۲۳. بیمار اورژانسی - درد قفسه سینه، مشکل در تنفس
  - ۳۲۴. بیمار اورژانسی - علامت قلبی نامشخص (مثلاً آریتمی بدون درد)
  - ۳۲۵. بیمار اورژانسی - انسداد راه هوایی (مثلاً جسم خارجی، گلودرد استرپتوکوکی)
  - ۳۲۶. اورژانس آپوتیلاس - خفه شدن، حلق آویز شدن
  - ۳۲۷. بیمار اورژانسی - غرق شدن
  - ۳۲۸. بیمار اورژانسی - واکنش حساسیت بیش از حد
  - ۳۲۹. بیمار اورژانسی - زایمان
  - ۳۲۰. بیمار اورژانسی - سایر موارد اضطراری

- ۳۳ بیمار روانی

- ۳۴ فرد مست

- ۳۵ رفتار نامنظم

- ۳۶ دزدگیر منزل
  - ۳۶۱. دزدگیر منزل - خشونت خانگی
  - ۳۶۲. دزدگیر منزل - فرد مست باعث ایجاد اختلال می‌شود
  - ۳۶۳. دزدگیر منزل - سر و صدای مزاحم و غیره
  - ۳۶۰. دزدگیر منزل - سایر علل

- ۳۷ فوت شده

- ۳۸ فرد گمشده یا متواری
  - ۳۸۱. فرد گمشده یا متواری - کودک
  - ۳۸۲. فرد گمشده یا متواری - سالمند/معلولیت رشدی
  - ۳۸۳. فرد گمشده یا متواری - تحت مراقبت، بدون هویت برای و غیره.
  - ۳۸۰. مفقود شدن یا فرار فرد - دلیل دیگر

- ۳۹ وظیفه دیگر مربوط به حفاظت از فرد
  - ۳۹۱. وظیفه دیگر مربوط به حفاظت از فرد - نجات فرد از آب
  - ۳۹۲. وظیفه دیگر مربوط به حفاظت از فرد - نجات فرد از فشار
  - ۳۹۳. وظیفه دیگر مربوط به حفاظت از فرد - نجات فرد از بالا/پایین
  - ۳۹۴. وظیفه دیگر مربوط به حفاظت از فرد - انتقال پزشکی فوری نامشخص، انتقال به بیمارستان
  - ۳۹۵. وظیفه دیگر مربوط به حفاظت از فرد - درخواست انتقال پزشکی غیر فوری، انتقال به بیمارستان
  - ۳۹۶. وظیفه دیگر مربوط به حفاظت از فرد - اقدام یا تهدید به خودکشی
  - ۳۹۷. وظیفه دیگر مربوط به حفاظت از فرد - اطلاع رسانی از طریق تلفن امنیتی
  - ۳۹۰. وظیفه دیگر مربوط به حفاظت از فرد - سایر وظایف نجات

- ۴۰ آتش سوزی ساختمان
  - ۴۰۱. آتش‌سوزی ساختمان - کوچک (آتش‌سوزی کوچک و محدود، بازرسی و غیره)
  - ۴۰۲. آتش‌سوزی ساختمان - متوسط (آپارتمان، ساختمان مسکونی و غیره)
  - ۴۰۳. آتش‌سوزی ساختمان - بزرگ (آتش‌سوزی در حال گسترش، ساختمان بزرگ و غیره)

- ۴۱ آتش‌سوزی وسیله نقلیه
  - ۴۱۱. آتش‌سوزی وسیله نقلیه - کوچک (موتورسیکلت، ماشین سواری، ون، قایق و غیره)
  - ۴۱۲. آتش‌سوزی وسیله نقلیه - متوسط (کامیون، اتوبوس و غیره)
  - ۴۱۳. آتش‌سوزی وسیله نقلیه - بزرگ (تانکر، قطار، اتوبوس، کشتی و غیره)

- ۴۲ آتش‌سوزی صحرایی
  - ۴۲۱. آتش‌سوزی صحرایی - کوچک (تقریباً ۲ هکتار یا کمتر)
  - ۴۲۲. آتش‌سوزی صحرایی - متوسط (۲ هکتار یا بیشتر)
  - ۴۲۳. آتش‌سوزی صحرایی - بزرگ (منطقه وسیع، آتش‌سوزی تهدیدآمیز)

- ۴۳ سایر آتش‌سوزی‌ها
  - ۴۳۱. سایر آتش‌سوزی‌ها - کوچک (آتش‌سوزی کوچک محصور، سطل زباله جداگانه و غیره)
  - ۴۳۲. سایر آتش‌سوزی‌ها - متوسط (آتش‌سوزی بزرگ یا در حال گسترش، محل دفن زباله و غیره)
  - ۴۳۳. سایر آتش‌سوزی‌ها - بزرگ (آتش‌سوزی بزرگ یا در حال گسترش، انبار نفت و غیره)
  - ۴۳۴. سایر آتش‌سوزی‌ها - اعلان از سیستم اعلام حریق خودکار

- ۴۴ انفجار
  - ۴۴۱. انفجار - کوچک (در فضای باز یا مشابه، خسارت جزئی)
  - ۴۴۲. انفجار - متوسط (در یک خانه ویلایی و غیره، خسارت بیشتر از جزئی)
  - ۴۴۳. انفجار - بزرگ (در یک ساختمان آپارتمانی، ساختمان تجاری و غیره، خسارت بیشتر از جزئی)

- ۴۵ حادثه مواد زیست‌محیطی یا خطرناک
  - ۴۵۱. حادثه مواد زیست‌محیطی یا خطرناک - جزئی (موقعیت خطرناک، نشت محدود)
  - ۴۵۲. حادثه مواد زیست‌محیطی یا خطرناک - متوسط (نشت بزرگ یا در حال گسترش)
  - ۴۵۳. حادثه مواد زیست‌محیطی یا خطرناک - عمده (نشت بزرگ یا به سرعت در حال گسترش)
  - ۴۵۴. حادثه مواد زیست‌محیطی یا خطرناک - حادثه یا خطر هسته‌ای

- ۴۶ کنترل خسارت
  - ۴۶۱. کنترل خسارت - جزئی (افتادن درخت، خسارت آب و غیره)
  - ۴۶۲. کنترل خسارت - متوسط (خسارت بزرگ طوفان و غیره)
  - ۴۶۳. کنترل خسارت - عمده (خسارت قابل توجه به اموال و غیره)

- ۴۷ نشت نفت
  - ۴۷۱. نشت نفت - جزئی (موقعیت خطرناک، نشت محدود)
  - ۴۷۲. نشت نفت - متوسط (نشت بزرگ یا در حال گسترش)
  - ۴۷۳. نشت نفت - عمده (بزرگ یا نشتی که به سرعت در حال گسترش است)

- ۴۸ ماموریت نجات دریایی
  - ۴۸۱. ماموریت نجات دریایی - جستجو در دریا
  - ۴۸۲. ماموریت نجات دریایی - ماموریت کمک رسانی
  - ۴۸۰. ماموریت نجات دریایی - سایر ماموریت های نجات دریایی

- ۴۹ سایر حوادث یا موقعیت ها

- ۵۰ ماموریت حمل و نقل
  - ۵۰۱. ماموریت حمل و نقل - حمل و نقل فرد بازداشت شده
  - ۵۰۲. ماموریت حمل و نقل - حمل و نقل زندانی
  - ۵۰۳. ماموریت حمل و نقل - حمل و نقل به دادگاه
  - ۵۰۴. ماموریت حمل و نقل - سایر حمل و نقل مسافر
  - ۵۰۵. ماموریت حمل و نقل - حمل و نقل کالا
  - ۵۰۰. ماموریت حمل و نقل - سایر حمل و نقل

- ۵۱ جستجوی شخص، جستجوی منزل و غیره
  - ۵۱۱. جستجوی شخص، جستجوی منزل و غیره - جستجوی فرد تحت تعقیب
  - ۵۱۲. جستجوی شخص، جستجوی منزل و غیره - سوار کردن برای بازجویی
  - ۵۱۳. جستجوی اشخاص، جستجوی خانه و غیره - خدمات احضاریه
  - ۵۱۴. جستجوی اشخاص، جستجوی منازل و غیره - جستجوی منازل
  - ۵۱۰. جستجوی اشخاص، جستجوی منازل و غیره - سایر جستجوها، جستجوها و غیره

- ۵۲ وظیفه امنیتی
  - ۵۲۱. وظیفه امنیتی - سفارت و غیره، سرویس امنیتی
  - ۵۲۲. وظیفه امنیتی - بیمارستان مظنون و غیره، وظیفه امنیتی
  - ۵۲۰. وظیفه امنیتی - سایر وظایف امنیتی

- ۵۳ وظیفه کاروان
  - ۵۳۱. وظیفه کاروان - وظیفه یدک کشی
  - ۵۳۲. وظیفه کاروان - مدیریت مسیر
  - ۵۳۰. وظیفه کاروان - سایر وظایف امنیتی

- ۵۴ وظیفه اجتماعی
  - ۵۴۱. وظیفه اجتماعی - بحران خانوادگی: طلاق، اختلافات والدین، خستگی، وضعیت خانوادگی
  - ۵۴۲. وظیفه اجتماعی - مشکلات بین فردی: تنهایی، ترس، اضطراب، درماندگی و غیره
  - ۵۴۳. وظیفه اجتماعی - سوء استفاده عاطفی
  - ۵۴۴. وظیفه اجتماعی - اختلافات بر سر حضانت و دسترسی به کودک
  - ۵۴۵. وظیفه اجتماعی - غفلت از مراقبت، رها کردن
  - ۵۴۶. وظیفه اجتماعی - مشکلات ویژه کودک/نوجوان
  - ۵۴۷. وظیفه اجتماعی - وضعیت پناهندگی، درخواست پناهندگی، نقل مکان ناگهانی
  - ۵۴۸. وظیفه اجتماعی - کمبود مسکن: اخراج اجباری، کمبود جای خواب
  - ۵۴۹. وظیفه اجتماعی - مشکلات در تأمین معاش، نیاز فوری به کمک، گرسنگی
  - ۵۴۰. وظیفه اجتماعی - سایر وظایف اجتماعی

- ۵۵ وظیفه کمک، تأیید و غیره
  - ۵۵۱. وظیفه کمک، تأیید و غیره - کمک رسمی به مرجع دیگر
  - ۵۵۲. وظیفه کمک، تأیید و غیره - وظیفه کمک
  - ۵۵۳. وظیفه کمک، تأیید و غیره - تهدید/هشدار
  - ۵۵۴. وظیفه کمک، تأیید و غیره - وظیفه تأیید یا تأیید
  - ۵۵۰. وظیفه کمک، تأیید وظیفه و غیره - وظیفه دیگر

- ۵۶ وظیفه ویژه گشت سگ
  - ۵۶۱. وظیفه ویژه گشت سگ - دستگیری
  - ۵۶۲. وظیفه ویژه گشت سگ - جستجوی مواد مخدر
  - ۵۶۳. وظیفه ویژه گشت سگ - وظیفه فریب
  - ۵۶۴. وظیفه ویژه گشت سگ - ردیابی
  - ۵۶۵. وظیفه ویژه گشت سگ - جستجوی شخص
  - ۵۶۶. وظیفه ویژه گشت سگ - جستجوی اشیاء
  - ۵۶۷. وظیفه ویژه گشت سگ - جستجوی متوفی
  - ۵۶۸. وظیفه ویژه گشت سگ - فعالیت‌های روابط عمومی
  - ۵۶۰. وظیفه ویژه گشت سگ - سایر وظایف جستجو

- ۵۷ رویداد عمومی
  - ۵۷۱. رویداد عمومی - رویداد سرگرمی
  - ۵۷۲. رویداد عمومی - رویداد ورزشی
  - ۵۷۳. رویداد عمومی - تظاهرات
  - ۵۷۰. رویداد عمومی - سایر رویدادهای عمومی

- ۵۸ وظیفه حیوانات
  - ۵۸۱. وظیفه حیوانات - حیوانات نجات
  - ۵۸۲. وظیفه حیوانات - گرفتن حیوانات
  - ۵۸۳. وظیفه حیوانات - ظلم به حیوانات
  - ۵۸۰. وظیفه حیوانات - سایر وظایف حیوانات

- ۵۹ وظیفه ویژه دیگر
  - ۵۹۱. وظیفه ویژه دیگر - وظیفه نگهداری
  - ۵۹۰. وظیفه ویژه دیگر - سایر وظایف ویژه

- ۶۰ وظیفه تحقیق
  - ۶۰۱. وظیفه تحقیق - تحقیقات فنی
  - ۶۰۲. وظیفه تحقیق - تحقیق جرایم خشونت‌آمیز
  - ۶۰۳. وظیفه تحقیق - تحقیق جرایم اموال
  - ۶۰۴. وظیفه تحقیق - تحقیق جرایم مواد مخدر
  - ۶۰۵. وظیفه تحقیق - دستیار رسمی تحقیق
  - ۶۰۰. وظیفه تحقیق - سایر تحقیقات

- ۶۱ کنترل دستور
  - ۶۱۱. کنترل دستور - گشت خودرویی
  - ۶۱۲. کنترل دستور - پیاده
  - ۶۱۳. کنترل دستور - سوار بر اسب
  - ۶۱۴. کنترل دستور - سوار بر دوچرخه
  - ۶۱۰. کنترل دستور - در غیر این صورت

- ۶۲ کنترل ترافیک
  - ۶۲۱. کنترل ترافیک - کنترل مستی در ترافیک
  - ۶۲۲. کنترل ترافیک - کنترل سرعت
  - ۶۲۳. کنترل ترافیک - کنترل سبک رانندگی
  - ۶۲۴. کنترل ترافیک - وضعیت، بار، اسناد
  - ۶۲۵. کنترل ترافیک - کنترل ترافیک سبک
  - ۶۲۶. کنترل ترافیک - کنترل چراغ راهنمایی
  - ۶۲۷. کنترل ترافیک - کنترل تقاطع و گذرگاه عابر پیاده
  - ۶۲۸. کنترل ترافیک - کنترل علائم راهنمایی
  - ۶۲۹. کنترل ترافیک - کنترل وسایل ایمنی (کمربند ایمنی و غیره)
  - ۶۲۰. کنترل ترافیک - سایر کنترل ترافیک

- ۶۳ کنترل ترافیک آبی

- ۶۴ کنترل ترافیک زمینی

- ۶۵ ارائه، مشاوره یا رویداد آموزشی

- ۶۶ همکاری ذینفعان

- ۶۷ کنترل ورود و خروج
  - ۶۷۱. کنترل ورود و خروج - در منطقه مرزی
  - ۶۷۲. کنترل ورود و خروج - در منطقه دریایی
  - ۶۷۳. کنترل ورود و خروج - در منطقه بندری
  - ۶۷۴. کنترل ورود و خروج - در فرودگاه
  - ۶۷۰. کنترل ورود و خروج - سایر کنترل‌های خارجی

- ۶۸ مرزبانی و کنترل

- ۶۹ سایر فعالیت‌های کنترلی و پیشگیرانه
  - ۶۹۱. سایر فعالیت‌های کنترلی و پیشگیرانه - در طول استراحت
  - ۶۹۲. سایر اقدامات کنترلی و پیشگیرانه - ثبت گزارش کیفری
  - ۶۹۳. سایر نظارت‌ها و اقدامات پیشگیرانه - بازجویی
  - ۶۹۴. سایر نظارت‌ها و اقدامات پیشگیرانه - در دادگاه
  - ۶۹۵. سایر نظارت‌ها و اقدامات پیشگیرانه - در مراقبت
  - ۶۹۶. سایر نظارت‌ها و اقدامات پیشگیرانه - در آموزش
  - ۶۹۷. سایر نظارت‌ها و اقدامات پیشگیرانه - جایگزینی
  - ۶۹۸. سایر نظارت‌ها و اقدامات پیشگیرانه - در بخش و غیره
  - ۶۹۰. سایر فعالیت‌های نظارت و پیشگیرانه - سایر

- ۷۰ اقدامات انجام شده
  - ۷۰۱. اقدامات انجام شده - گزارش کیفری
  - ۷۰۲. اقدامات انجام شده - گزارش کیفری برای رانندگی در حالت مستی
  - ۷۰۳. اقدامات انجام شده - متفرقه گزارش
  - ۷۰۵. اقدامات انجام شده - گزارش اشیاء گمشده

- ۷۱ بازداشت
  - ۷۱۱. بازداشت - در حالت مستی
  - ۷۱۲. بازداشت - در صحنه جرم
  - ۷۱۳. بازداشت - به دلایل دیگر

- ۷۲ صادر شده
  - ۷۲۱. صادر شده - ادعای جریمه
  - ۷۲۲. صادر شده - جریمه نقدی
  - ۷۲۳. صادر شده - هزینه اضافه بار
  - ۷۲۴. صادر شده - اخطار کتبی
  - ۷۲۵. صادر شده - هزینه تخلف پارکینگ
  - ۷۲۶. صادر شده - دستور نظارت
  - ۷۲۷. صادر شده - احضاریه، بازجویی
  - ۷۲۰. صادر شده - سایر

- ۷۳ ابطال شده
  - ۷۳۱. ابطال شده - عدم وجود مدرکی دال بر الکل
  - ۷۳۲. ابطال شده - سابقه کیفری زیر صفر
  - ۷۳۳. ابطال شده - رانندگی در حالت مستی
  - ۷۳۴. انفجار - رانندگی در حالت مستی شدید

- ۸۰ وظیفه درجا انجام شد
  - ۸۰۰. وظیفه درجا انجام شد - هشدار غیرمنطقی
  - ۸۰۱. وظیفه در محل انجام شد - جرم جنایی، بدون ادعا
  - ۸۰۲. وظیفه در محل انجام شد - فرد/افراد حذف شده
  - ۸۰۳. وظیفه در محل انجام شد - حیوان معدوم شده
  - ۸۰۴. وظیفه در محل انجام شد - هیچ اقدامی انجام نشد
  - ۸۰۵. وظیفه در محل انجام شد - هشدار شفاهی
  - ۸۰۰. وظیفه در محل انجام شد - سایر

- ۸۱ تحویل داده شد (به جایی، به کدهای فرعی مراجعه کنید)
  - ۸۱۱. تحویل داده شد - به بیمارستان، مرکز بهداشت و غیره.
  - ۸۱۲. تحویل داده شد - خانه
  - ۸۱۳. تحویل داده شد - جای دیگر

- ۸۲ نرسیده
  - ۸۲۰. نرسیده - خبرنگار
  - ۸۲۱. نرسیده - هدف
  - ۸۲۲. نرسیده - سایر

- ۸۴ گشت/واحد دیگری رسیدگی خواهد کرد

- ۸۴ کمک رسانی شد

- ۸۹ اقدام دیگر

- ۹۰ وظیفه لغو شد

- ۹۱ به گشت/واحدها گزارش داده شد - برای مشاهده

- ۹۲ گزارش دوگانه

- ۹۳ بدون گشت

## دسته بندی وظایف مددکاری اجتماعی
- ۸۰ وظیفه اجتماعی؛ سایر
- ۸۱ کمک در مواقع بحرانی
  - ۸۱۱ کمک در مواقع بحرانی؛ گزارش گیری
  - ۸۱۲ کمک در مواقع بحرانی؛ قربانی جرم شدن، شامل نیاز به حمایت حقوقی
  - ۸۱۳ کمک در مواقع بحرانی؛ تخلیه، نیاز ناگهانی به اسکان موقت به دلیل تصادف

## X: عدم امکان حمل و نقل
- X-0
  - X-01 مانع فنی
  - X-02 مانع آب و هوایی
  - X-03 عدم وجود بالگرد
  - X-04 عدم وجود محل فرود مناسب برای بالگرد
  - X-05 وظیفه واحد زمینی
  - X-06 اضافه کاری خدمه پرواز
- X-1
  - X-11 فوت بیمار، عدم انجام اقدامات درمانی فعال
  - X-12 فوت بیمار با وجود اقدامات درمانی
- X-2
  - X-21 وضعیت سلامت مشخص شد، به پناهگاه پلیس هدایت شد
- X-3
  - X-31 سایر کمک‌های درخواست شده در مقصد
- X-4
  - X-41 انتقال توسط واحد اورژانس دیگر
  - X-42 انتقال توسط واحد اورژانس دیگر، امدادگر یا مدیر میدانی ممکن است
  - X-43 انتقال توسط واحد اورژانس دیگر، پزشک امدادگر ممکن است
  - X-44 هدایت به درمان بیشتر توسط وسیله نقلیه دیگر
  - X-45 ارزیابی نیاز به درمان از راه دور انجام شده، ارجاع به وسیله نقلیه دیگر
- X-5
  - X-51 عدم نیاز، وضعیت سلامت مشخص شد
- X-6
  - X-61 بیمار از درمان و انتقال خودداری کرد
  - X-62 بیمار از انتقال خودداری کرد
- X-7
  - X-71 هیچ بیمار یا بیماری پیدا نشد
- X-8
  - X-81 بیمار بر اساس دستورهای جاری یا مشاوره پزشک در محل درمان شد
  - X-82 بیمار در محل درمان شد
- X-9
  - X-91 ماموریت بر اساس اطلاعات اضافی ارائه شده توسط مرکز اورژانس لغو شد
  - X-92 ماموریت بر اساس سایر اطلاعات اضافی لغو شد
  - X-93 ماموریت توسط واحد محل لغو شد
  - X-94 ماموریت توسط مدیریت میدانی/مرکز وضعیت اورژانس لغو شد
  - X-95 نیازی به واحد پزشکی نیست
  - X-96 ماموریت به یک واحد پزشکی مناسب تر هدایت شد
  - X-97 ماموریت به دلیل موقعیت مکانی لغو شد

## دسته بندی فوریت
چهار دسته فوریت وجود دارد: A, B، C و D.
A فوری ترین دسته بندی فوریت است و وظیفه‌ای با فوریت D در صورت لزوم، می تواند در صف قرار گیرد.
اختصارات استفاده شده عبارتند از: A = Aarne/Aatami, B = Bertta, C = Celsius/Cecilia و D = Daavid/Dave.
دسته‌بندی‌های فوریت مراجع مختلف کاملاً قابل مقایسه نیستند. مراجع مختلف ممکن است برای یک رویداد واحد، وظیفه‌ای با دسته‌بندی‌های فوریتی متفاوت دریافت کنند.